# I Will Survive
I Will Survive är en discolåt först inspelad av Gloria Gaynor, och släppt i oktober 1978. Låten skrevs av Freddie Perren och Dino Fekaris.  Låten blev en storsäljare, och belönades med dubbel platinaskiva av RIAA. Sångtextens jag-person upptäcker personlig styrka efter att ha gjort slut i ett förhållande. Låten innehåller stråkarrangemang, och blev en av Gloria Gaynors större hitlåtar. Den spelades ofta i radio under 1979, och toppade Billboard Hot 100 och brittiska singellistan.

## Släpp
Låten var ursprungligen B-sida till en cover på The Righteous Brothers låt "Substitute", och "I Will Survive" blev en världshit för Gloria Gaynor då discjockeys började spela B-sidan. Nya exemplar av skivan kom att pressas, då med "I Will Survive" som A-sida. ("Substitute" nådde topplaceringen 107 på Billboards Bubbling Under Hot 100 Singles-lista.) Som discolåt blev sången unik för sin tid, då Gloria Gaynor saknade bakgrundssångare på skivinspelningen. Och, till skillnad från hennes första discoframgångar, försökte man inte få sångrösten att låta högre än vad hon faktiskt sjöng. Många andra discolåtar vid denna tid producerades med många röster, pålägg och justeringar av tonhöjd och hastighet. "I Will Survive" hade ett mycket mer avslappnat och "rent" sound. 
Låten vann priset Grammy Award for Best Disco Recording 1980, det enda år som priset delades ut. Den rankades som #492 på tidskriften Rolling Stones lista över de 500 bästa låtarna genom tiderna, och rankades som #97 på tidskriften Billboards "All-Time Hot 100".
 År 2000 rankades sången på plats #1 på VH1s lista över de 100 störst danslåtarna. Komikern George Carlin, listade låten, dock utan någon kommentar, som nummer 9 på listan "10 Most Embarrassing Songs of All Time" (Tidernas 10 mest pinsamma låtar).
I arbetet med att marknadsföra låten spelades en video in på diskoteket Xenon.  Skridskoåkaren Sheila Reid-Pender från Harlem från skridskogruppen, Village Wizards medverkar. Fastän tre videor spelades in den dagen, bevarades bara den till "I Will Survive". 
Efter framgångarna med Sister Sledges remixade singlar i Storbritannien 1993, remixades även "I Will Survive" och släpptes den sommaren på nytt. Remixversionen nådde topplaceringen fem på den brittiska singellistan.
Robbie Williams använde samplingar från "I Will Survive" 2000 i hans hitlåt 'Supreme'.
Låten kunde också höras i filmen The Adventures of Priscilla, Queen of the Desert (1994), och musikalen, Priscilla Queen of the Desert – the Musical

## Officiella versioner
Inspelade av Gloria  Gaynor
- "I Will Survive" (singelversion 1978) - 3.15
- "I Will Survive" (albumversion 1978) - 8.01
- "I Will Survive" (Phil Kelsey Classic 12" Mix 1993) - 7.52
- "I Will Survive" (Phil Kelsey Classic 7" Mix 1993) - 3.45
- "I Will Survive" (nyinspelning 2009)

## Listplaceringar
| Lista (1979)   | Topplacering |
| -------------- | ------------ |
| Norge          | 4            |
| Nya Zeeland    | 10           |
| Schweiz        | 7            |
| Sverige        | 3            |
| Österrike      | 17           |
| USA            | 1            |
| Storbritannien | 1            |

## Coverversioner
Låten har också tolkats av artister som Diana Ross, Shirley Bassey, Billie Jo Spears, Selena, Chantay Savage, Antony and the Johnsons och Cake.

### Cake
Cake gjorde en rockcover 1996 på albumet Fashion Nugget. Gloria Gaynor har sagt att hon tycker sämst om den versionen, på grund av svordomarna: Sångaren John McCrea ändrade i texten från "I should have changed that stupid lock" till "I should have changed my fucking lock." Ordet "fucking" tynade bort i radioversionen.

#### Låtlista

##### CD-singel
1. "I Will Survive" (radioversion) – 4:14
2. "Rock 'n' Roll Lifestyle" – 4:12

##### Promo-CD
1. "I Will Survive" (Radio Edit) – 3:52
2. "I Will Survive" (Long Radio Edit) – 5:11

#### Musikvideo
I musikvideon till Cakes version agerar John McCrea parkeringsvakt som skriver ut böter i San Francisco. Samtidigt spelar Todd Roper på gatorna, Victor Damiani på ett biltak, och Greg Brown på en fullsatt innergård.

#### Listplacering
| År   | Lista                     | Topplacering |
| ---- | ------------------------- | ------------ |
| 1996 | Modern Rock Tracks ( USA) | 28           |

### Chantay Savage
R&B-sångaren Chantay Savage spelade in den enda cover på låten som belönades med guldskiva av RIAA för sin balladversion 1996.

#### Låtlista
1. "I Will Survive"

#### Listplacering
| År   | Lista                                               | Topplacering |
| ---- | --------------------------------------------------- | ------------ |
| 1996 | ( USA) Billboard Hot Dance Music/Maxi-Singles Sales | 10           |
| 1996 | ( USA) Billboard Hot R&B/Hip-Hop Singles Sales      | 5            |
| 1996 | ( USA) Billboard Hot Dance Club Songs               | 35           |

### Fotnoter
1. ↑  ”The Billboard Hot 100 All-Time Top Songs (100-91)” (på engelska). Billboard. Arkiverad från originalet den 1 november 2008. https://web.archive.org/web/20081101191228/http://www.billboard.com/bbcom/specials/hot100/charts/top100-titles-00.shtml.
2. ↑  ”I Will Survive”. Songfacts.com. Arkiverad från originalet den 20 februari 2009. https://web.archive.org/web/20090220195903/http://www.songfacts.com/detail.php?id=2451. Läst 13 april 2009.
3. ↑  George Carlin, "The 10 Most Embarrassing Songs of All Time," Napalm & Silly Putty (New York: Comedy Concepts, Inc., 2001), p. 187.
4. 1 2  ”Artist Chart History; Gloria Gaynor” (på engelska). officialcharts.com. http://www.officialcharts.com/artist/_/gloria%20gaynor/. Läst 27 oktober 2014.
5. ↑  ”Interpolation (Replayed Sample) of Hook / Riff; Survive/I will survive” (på engelska). whosampled.com. http://www.whosampled.com/sample/4855/Robbie-Williams-Supreme-Gloria-Gaynor-I-Will-Survive/. Läst 27 oktober 2014.
6. ↑  ”Listplacering; Gloria Gaynor – I Will Survive” (på engelska). norwegiancharts.com. http://norwegiancharts.com/showitem.asp?interpret=Gloria+Gaynor&titel=I+Will+Survive&cat=s. Läst 12 maj 2011.
7. ↑  ”Listplacering; Gloria Gaynor – I Will Survive” (på engelska). charts.org.nz. Arkiverad från originalet den 22 oktober 2008. https://web.archive.org/web/20081022200415/http://www.charts.org.nz/showitem.asp?interpret=Gloria+Gaynor&titel=I+Will+Survive&cat=s. Läst 12 maj 2011.
8. ↑  ”Listplacering; Gloria Gaynor – I Will Survive” (på tyska). hitparade.ch. http://hitparade.ch/showitem.asp?interpret=Gloria+Gaynor&titel=I+Will+Survive&cat=s. Läst 12 maj 2011.
9. ↑  ”Listplacering; Gloria Gaynor – I Will Survive” (på engelska). swedishcharts.com. http://swedishcharts.com/showitem.asp?interpret=Gloria+Gaynor&titel=I+Will+Survive&cat=s. Läst 12 maj 2011.
10. ↑  ”Listplacering; Gloria Gaynor – I Will Survive” (på tyska). austriancharts.at. http://austriancharts.at/showitem.asp?interpret=Gloria+Gaynor&titel=I+Will+Survive&cat=s. Läst 12 maj 2011.
11. ↑  ”Billboard Hot 100; Gloria Gaynor” (på engelska). Billboard. Arkiverad från originalet den 27 oktober 2014. https://web.archive.org/web/20141027093156/http://www.billboard.com/artist/302945/gloria-gaynor/chart. Läst 27 oktober 2014.
12. ↑  Johnson, Kevin C. (14 februari 2008). ”I Will Survive' is disco queen's mantra for hope” (på engelska). stltoday.com. Arkiverad från originalet den 4 maj 2008. https://web.archive.org/web/20080504201527/http://www.stltoday.com/stltoday/entertainment/stories.nsf/music/story/E91C22DD527945C4862573ED007A7C69?OpenDocument. Läst 27 oktober 2014.
13. ↑  Hawtin, Steve. ”Song title 235 - I Will Survive” (på engelska). tsort.info. http://tsort.info/music/893cmg.htm. Läst 27 oktober 2014.
14. 1 2 3  ”Chantay Savage; Awards” (på engelska). Allmusic. http://www.allmusic.com/artist/chantay-savage-mn0000200184/awards. Läst 27 oktober 2014.